# Antonio Lavieri

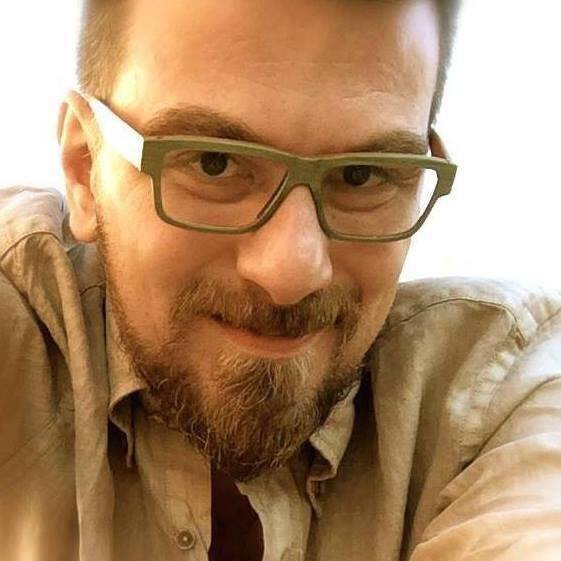
Antonio Lavieri

Antonio Lavieri (1972) è un linguista italiano, docente di lingua e traduzione francese presso l'Università degli Studi di Palermo.

## Biografia
Ancien élève dell'École des hautes études en sciences sociales, ha tenuto corsi e seminari nelle università di Bergamo, Bologna, Catania, Sassari e Trento, presso l'l'Institut Supérieur de Traduction et d'Interprétation (ISIT) di Parigi, il Waterford Institute of Technology, l'université du Havre, e le università di Tartu, Cape Town e Tangeri. Lavora principalmente sui problemi teorici, storici, antropologici ed epistemologici della traduzione. Per l'editore Mucchi dirige, dal 2009, la collana di Traduttologia «Strumenti Nuova Serie» e «DieciXUno. Una poesia dieci traduzioni». 
Fondatore e codirettore della collana «Cahiers d’ethnotraductologie» (L’Harmattan), coordina i gruppi di ricerca «Génèses de l’altérité: écritures ethnographiques et imaginaires du traduire» (équipe Multilinguisme, Traduction, Création dell'Institut des Textes et Manuscrits Modernes, ENS-CNRS, Parigi) e «Traductologie et anthropologie des savoirs» (Do.Ri.F. Università).
Per il Meridiano curato da Maria Teresa Giaveri, ha di recente tradotto il Teatro di Paul Valéry (Mondadori 2014). 
Nel 2016 ha fondato a Palermo la prima Società italiana di Traduttologia, di cui è presidente.

## Opere
- Antonio Lavieri, Esthétique et poétiques du traduire, Mucchi, Modena 2005.
- Antonio Lavieri, Translatio in fabula. La letteratura come pratica teorica del tradurre, pref. di J.-R. Ladmiral, Editori Riuniti, Roma 2007 (1a ristampa 2016).
- Antonio Lavieri, Sensi obliqui. Tempi e modi del tradurre, pref. di F. Nasi, Mucchi, Modena 2025.

## Curatele
- Cura del n. 18 del semestrale di teoria e pratica della traduzione letteraria Testo a fronte dedicato a Paul Valéry, marzo 1998.
- A. Lavieri (a cura di), La traduzione fra filosofia e letteratura, L'Harmattan, Torino-Parigi 2004.
- Cura di Jean-René Ladmiral, Della traduzione. Dall'estetica all'epistemologia, Mucchi, Modena 2009.
- Cura, con F. Lautel-Ribstein, di L’âge épistémologique de la traduction, Revue SEPTET Des mots aux actes, n. 4, 2013.
- Cura (et alii) di Les liaisons plurilingues, Mucchi, Modena 2014.
- Cura, con V. Agostini-Ouafi, del n. 18 della rivista Transalpina [Poétiques des archives. Genèse des traductions et communautés de pratique], Presses Universitaires de Caen, 2015.
- Cura di Emilio Mattioli, Il problema del tradurre (1965-2005), postfazione di Franco Buffoni, Mucchi, Modena 2017.
- Cura, con D. Londei, di Traduire l'Autre. Pratiques interlinguistiques et écritures ethnographiques, L'Harmattan, Torino-Parigi 2018.
- A. Lavieri (s cura di), L'Imaginaire du traduire. Langues, textes et pratiques des savoirs, Classiques Garnier, Paris 2023.

## Traduzioni
- André Malraux, "Introduzione", in Choderlos de Laclos, Le amicizie pericolose, Oscar Mondadori, Milano 2000, pp. V-XIX.
- André Gide, "Introduzione", in Stendhal, Armance, Oscar Mondadori, Milano 2001, pp. V-XVI.
- Paul Valéry, "Il mio Faust", in P. Valéry, Opere scelte, a cura di Maria Teresa Giaveri, I Meridiani, Mondadori, Milano 2014, pp. 653–803.

## Links
- Pagina di Antonio Lavieri su Academia.edu, su unipa.academia.edu.
- Alessandra Savona, Looking Through the Glass (PDF) [collegamento interrotto], su act-cats.ca.
- Antonio Lavieri. Pagina personale, Università di Palermo., su portale.unipa.it.
- Biografia, Mucchi editore, su mucchieditore.it.
- Ilide Carmignani, Inquieti traduttori, Il Manifesto 27.11.2009, su poetichetraduzioni.wordpress.com.
- Translatio in fabula, Editori Riuniti, su editoririuniti.it. URL consultato il 6 novembre 2013 (archiviato dall'url originale il 4 marzo 2016).

| Controllo di autorità | VIAF (EN) 24831520 · ISNI (EN) 0000 0000 5376 075X · SBN BVEV012441 · ORCID (EN) 0000-0003-4425-294X · LCCN (EN) no2005045828 · BNF (FR) cb14499071z (data) |